# Сапи (сафари подручје)
Сапи (Sapi) сафари подручје је део система заштите природе у средњој долини Замбезија. Сапи излази на Замбези дуж 40 километара и граничи се са Мана Пулс националним парком и Чевори сафари подручјем.
Флора се састоји углавном од шума уз реку, као и беле Акације (Accacia albida) и Натал махагонија (Trichelia emetica) на алувијалним земљиштима као и од подручја џесе грмља и мопане жбуња, као и Брахистегија (Brachystagia) шума по брдима и ескарпменту.
У подручју се налазе приличан број слонова, бивола као и са већина врста антилопа укључујући Њалу. Као што је карактеристично за долину Замбезија у подручју нема жирафа, гнуа и белих носорога. Црни носорог је заступљен у приличном броју.
Сапи сафари подручје спада у Светску баштину заједно са Мана Пулс националним парком и Чевори сафари подручјем